# Sóskaborbolya
A sóskaborbolya, sóskafa, leánysom vagy közönséges borbolya (Berberis vulgaris) a borbolyafélék (Berberidaceae) családjába tartozó cserje. Észak-Európán kívül egész Európában, Nyugat-Ázsiában, valamint Északnyugat-Afrikában őshonos, de meghonosodott Észak-Európában (köztük a Brit-szigeteken és Skandináviában), valamint Észak-Amerikában is. Száraz cserjésekben és tölgyesekben fordul elő. Új-Zélandon még nem honosodott meg, de gyakran ültetik sövénynek a farmokon.
A búza súlyos gombafertőzésének, a feketerozsdának (Puccinia graminis) köztesgazdája, ezért több helyen tiltják telepítését.

## Általános jellemzők

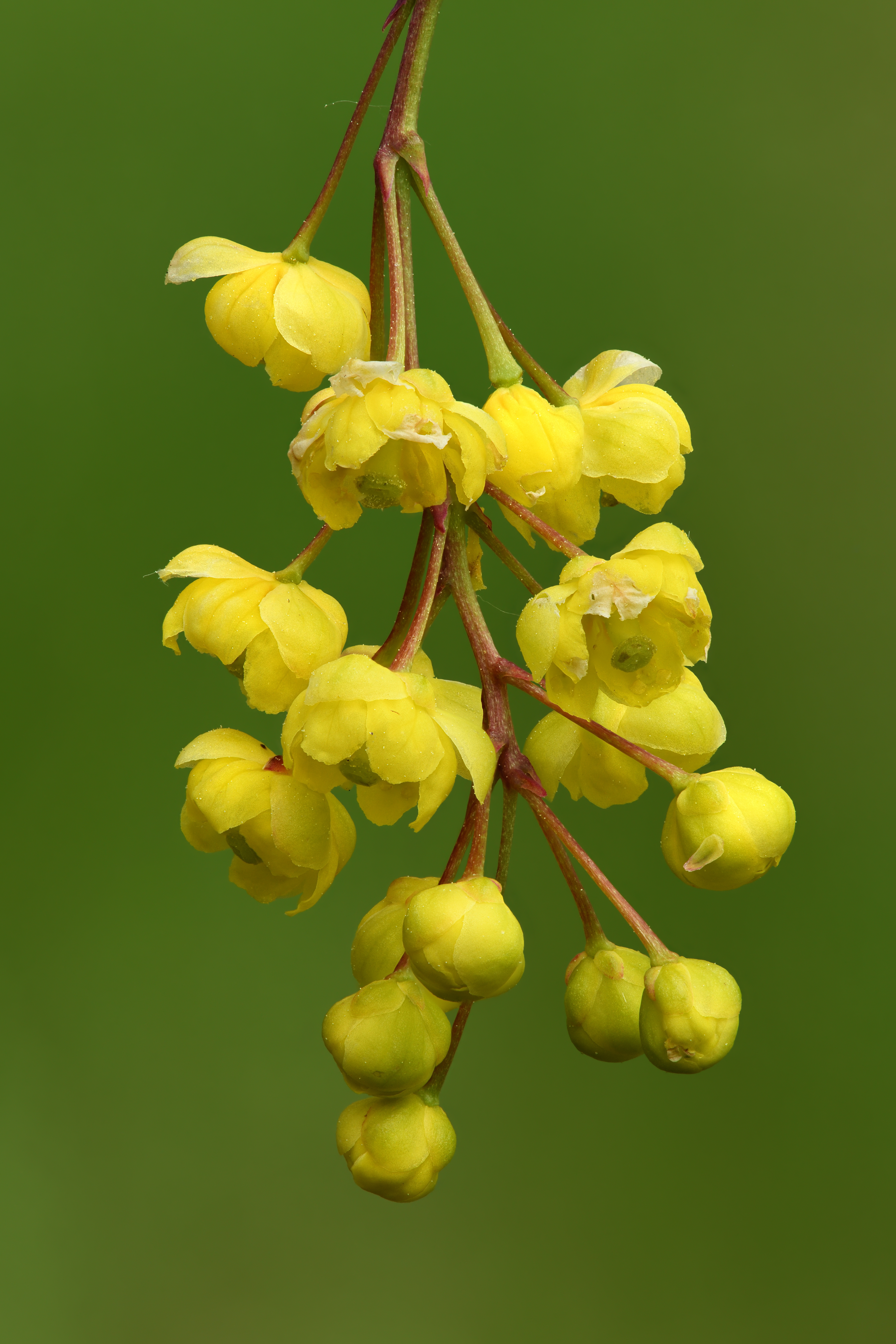
Virágzat

Lombhullató cserje, magassága általában 1,5-2 méter, ritkán kis fává is terebélyesedhet és elérheti akár a 4 métert is.

### Levelei
Levelei nagyrészt a rövidhajtásokon halmozottan állnak, visszás tojásdadok, tompa csúcsúak és hosszan nyélrefutó vállúak, szélük szálkás fűrészes. 2-5 levél található egy 3–8 mm átmérőjű elnyúló szárrészen.

### Hajtásai
Hajtásai bordásak, a nóduszok duzzadtak, rajtuk háromágú vagy szárnyasan elágazó, lapos tövisek ülnek. Rügyei a hosszúhajtásokon tojásdadok, a rövidhajtások csúcsán kúposak, a barna rügypikkelyek végei szétállók.

### Virágai
Virágai sárgák, csüngő fürtökben nyílnak, 4–6 mm hosszúak, de a tavasz végére elérhetik a 3–6 cm-es hosszúságot is. A harang alakú lepel 6 külső és 6 belső lepelből áll. 6 porzója van, és zöld színű bibéje a termőn ül.

### Termése
A termése egy ovális élénkpiros bogyó, 2 maggal, 7–10 mm hosszú és 3–5 mm széles, a nyár végén és az ősz elején érik; ehetőek de nagyon savanyúak, valamint C-vitaminban gazdagok.

## Felhasználhatósága
A termés cukrot, almasavat, pektint, valamint C-vitamint tartalmaz. A terméseket édes gyümölcsökhöz, mustba, lekvárba, zselébe (elősegíti a megszilárdulást) és szörpökbe felhasználhatjuk. Citrompótlónak is megfelelő. Ha a termését megcsípi egy kicsit a dér, már nem olyan savanyúak, mint előtte. Ha ebből akarunk szörpöt készíteni, a terméseket meg kell kocsányuktól tisztítani, kipréselni, vigyázva arra, hogy magjai ne kerüljenek a lébe, mert keserűvé teszik a szörpöt.

### Hatóanyagai
Termése szerves savakat, C-vitamint,  cukrot, valamint különféle ásványi anyagokat és nyomelemeket tartalmaz. Levelében és gyökere kérgében mérgező alkaloidok (berberin, oxiberberin, berbamin stb.), cseranyagok, gyanta és viasz mutatható ki.

### Gyógyhatásai
Levelei és kérgének kivonata májpanaszok, elégtelen epetermelés, étvágytalanság, epeelégtelenség okozta székrekedés, valamint szívpanaszok kezelésére használható, veszélyessége miatt csakis orvosi ellenőrzés alatt. Egyes források szerint antireumatikus hatással is bír. Veszélytelen és egészséges viszont az érett termések fogyasztása, elsősorban étvágytalanság, gyomorproblémák, terhesség alatt fellépő hányinger kezelésére.
Klinikai kísérletek szerint a sóskaborbolya hatékony a 2-es típusú cukorbaj, a magas vérzsírszint és a magas vérnyomás ellen.

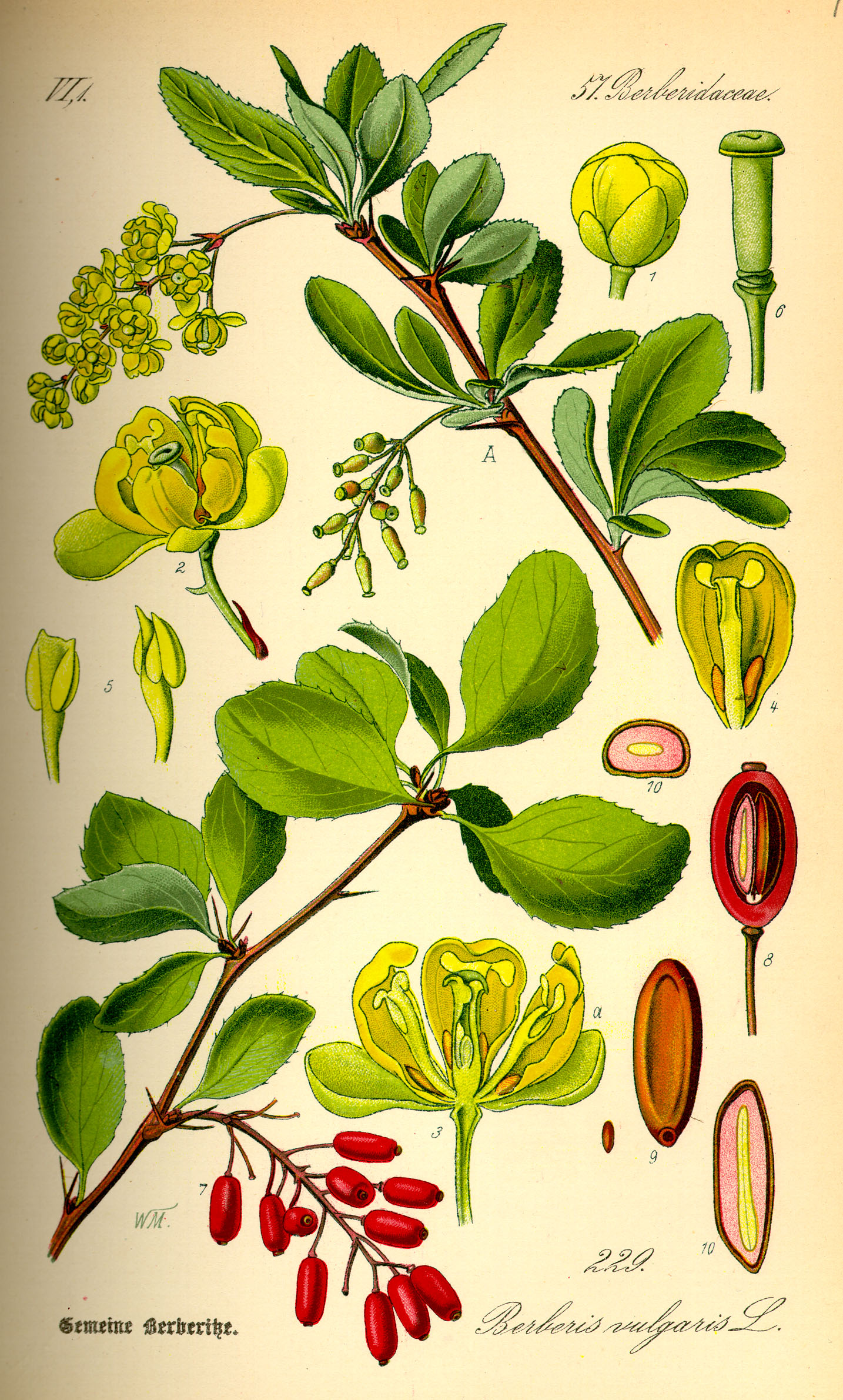
1885-ből származó ábrázolás
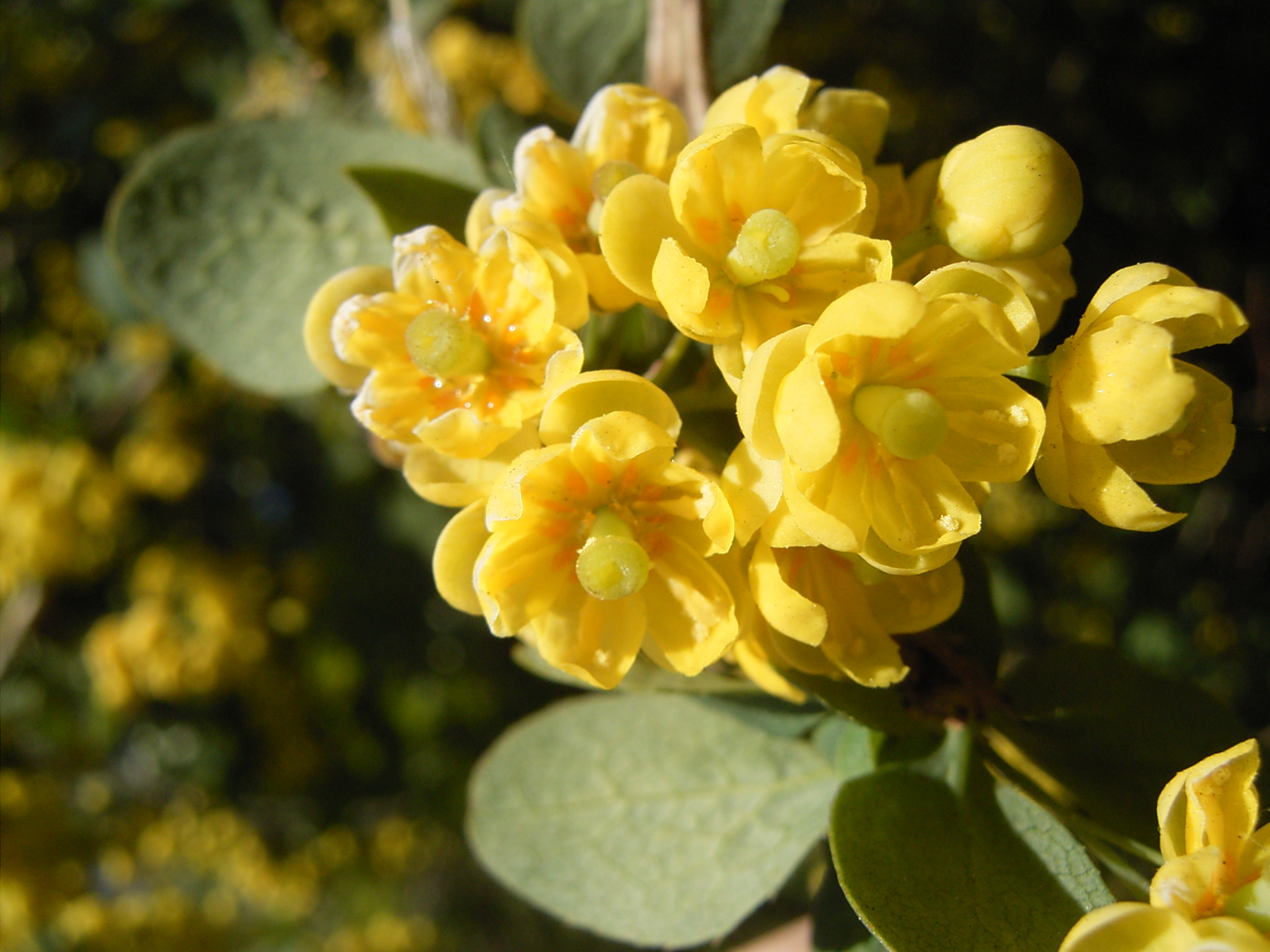
Sóskaborbolya virága
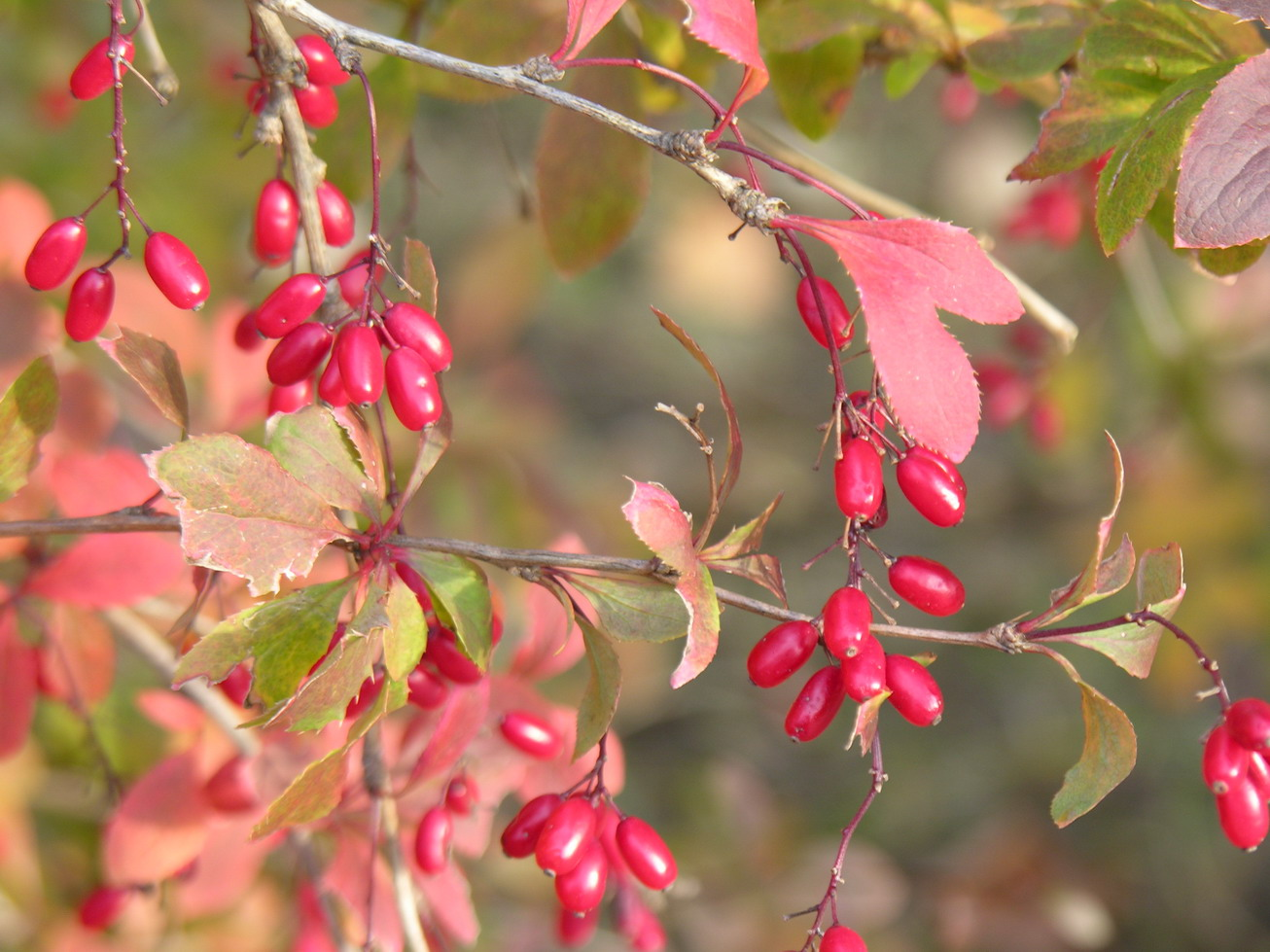
Sóskaborbolya termése
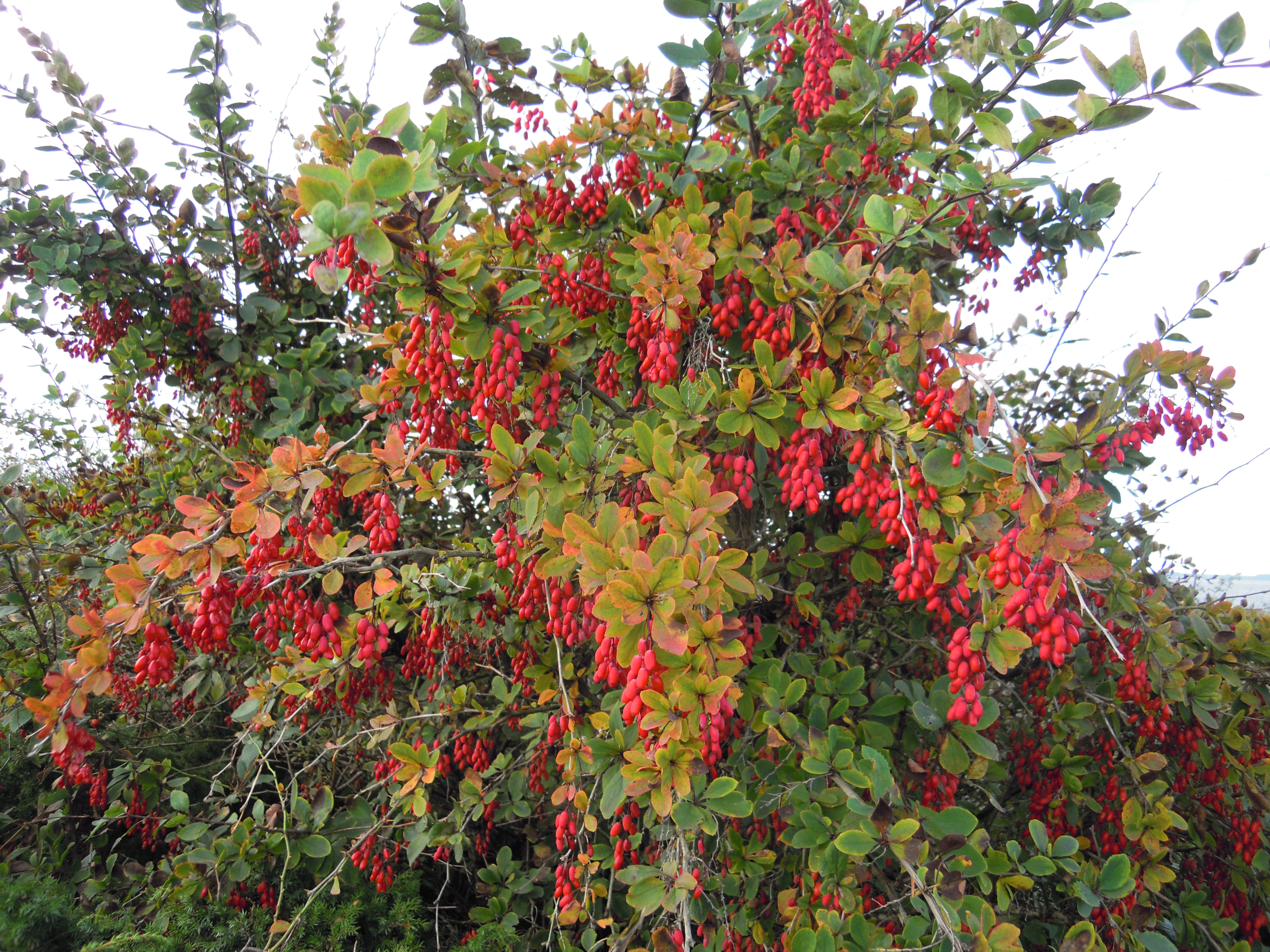
A bokor ősszel

## Külső hivatkozások
- Flora Europaea: Berberis vulgaris distribution
- Berberis vulgaris at NRCS
- Berberis vulgaris at abchomeopathy